# Ecomuseo della Valvarrone
L'Ecomuseo dalla Valvarrone è un ecomuseo della Provincia di Lecco in Lombardia. Il territorio dell'ecomuseo comprende quello dei Comuni di Valvarrone (Comune nato nel 2018 dalla fusione dei Comuni di Introzzo, Tremenico e Vestreno) e Sueglio. Ha sede legale a Introzzo e sede operativa a Vestreno. Dal 2020 ricomprende nel suo patrimonio il Museo Cantar di Pietra che sorge a Tremenico. L'ecomuseo è stato riconosciuto dalla Regione Lombardia.

## Storia
L'Ecomuseo della Valvarrone è nato il 2 dicembre 2009 con la sua istituzione da parte dei comuni di Vestreno, Sueglio, Introzzo e Tremenico che costituivano l'Unione dei comuni della Valvarrone. L'ecomuseo si basa su due studi sul territorio realizzati da Edo Bricchetti e commissionati dall'Unione dei Comuni della Valvarrone.

## Patrimonio dell'Ecomuseo della Valvarrone
L'Ecomuseo della Valvarrone documenta, conserva e valorizza il patrimonio della Valvarrone attraverso un'attenzione particolare verso cinque aspetti del territorio: teatri di natura, sentieri storici, architetture in quota, architetture della fede e luoghi della quotidianità. I teatri di natura raggruppano i rilievi montuosi, i corsi d'acqua, le pendici dei monti e i pascoli; i sentieri storici sono le strade militari, le strade di culmine e i sentieri di montagna; le architetture in quota sono i borghi medioevali, le aggregazioni abitative e i segni architettonici; le architetture della fede sono le testimonianze del sentimento religioso; i luoghi della quotidianità sono i saperi e i ritmi domestici, le tradizioni, i mestieri e gli oggetti e le testimonianze della quotidianità.
I temi al centro dell'attenzione dell'ecomuseo sono poi declinati in una serie di percorsi, che permettono di vistare e scoprire il patrimonio del territorio:  Il “Miraggio del lago” - Per borghi a mezza costa; Per Roccoli - “Looc” e trincee; Anfiteatri militari - Linea Cadorna, Monte Legnoncino; Le Valli dei molini - Sueglio, Tremenico; In Miniera - Tremenico e Lentrée; Monte Legnone - “Alta Via” della Valsassina. Valrasga.